# Miroslav Šmajda
Miroslav Šmajda, född 27 november 1988 i Košice, även känd som Max Jason Mai, är en slovakisk sångare.

## Biografi
Miroslav Šmajda (Miro) föddes i dåvarande Tjeckoslovakien. Han skriver låtar själv och spelar även gitarr. Bland hans inspiratörer finns Led Zeppelin, Whitesnake, Alter Bridge, 30 Seconds to Mars, Dream Theater, Metallica, John Mayer, Enigma, Sade, Ennio Morricone och Antonín Dvořák.

## Karriär
År 2009 deltog han i den första säsongen av Česko Slovenská Superstar där han slutade på andra plats. Programmet är den tjeckiska och slovakiska versionen av Idols och består av deltagare från båda länderna.
År 2011 deltog han i Slovakiens nationella uttagning till Eurovision Song Contest 2011.

### Eurovision 2012
Redan den 16 november 2011 meddelades det att Miro valts ut internt till att representera Slovakien i det kommande årets upplaga av Eurovision Song Contest. Bara två dagar senare meddelades det dock att det ännu inte längre var säkert på grund av att vissa delar av kontraktet ännu inte var klara. Flera månader senare, den 7 mars 2012, blev det klart att han faktiskt skulle representera landet i Baku i Azerbajdzjan med låten "Don't Close Your Eyes" som han själv hade skrivit. Han gjorde sitt framträdande i den andra semifinalen den 24 maj men lyckades inte ta Slovakien till finalen.

## Diskografi

### Album
- 2010 - Čo sa týka lásky
- 2013 - mirosmajda.com

### Singlar
- "Last Forever"
- "Baby"
- "Pod vodou"
- "Loneliness"
- "Don't Close Your Eyes"
- "Nostalgie"